# تل طابان
تل طابان هو موقع أثري يقع في شمال شرق سوريا في محافظة الحسكة.